# Sievierodonetsk

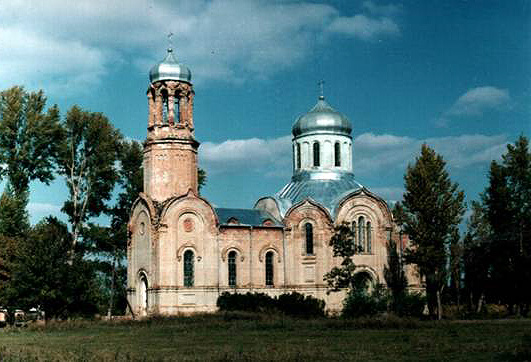
Severodonetsk

Sievierodonetsk (ucraïnès: Сіверськодонецьк, Siverskodonetsk pronunciat [ˌsiwɛrsʲkodoˈnɛtsʲk]) és una ciutat de l'óblast de Luhansk a Ucraïna, situada actualment a zona ocupada per la República Popular de Luhansk de la Rússia. Està situada a la vora del riu Síverski Donets, el nom del qual pren.

## Història
Va ser fundada en 1934, com a assentament entorn d'una planta de fertilitzants. Anteriorment es coneixia com a Liskhimstroi, però a partir del 27 de gener de 1950 va prendre el seu nom actual. En 1951 se li va reconèixer la categoria de ciutat. A causa de la Guerra al Donbàs, on els separatistes controlen la ciutat de Luhansk, la capital de l'óblast va ser temporalment traslladada pel govern ucraïnès temporalment a Sievierodonetsk.

## Demografia
En el cens de 2001, el 69,85% de la població va declarar que la seva llengua materna és el rus i el 29,19% l'ucraïnès.

## Economia
És un important centre fabril, amb el 22,18% de la producció industrial de l'óblast. La principal font d'ingressos de la ciutat prové de la indústria química i compta amb 32 grans empreses industrials i 1.200 empreses privades que serveixen a la indústria. En destaquen la fàbrica química Azot i la de vidre Impulse.